# Hebrom
Hebrom, Hebron ou Hébron em hebraico: חֶבְרוֹן; romaniz.: Ḥevron; em árabe: الخليل; romaniz.: al-Khalīl) é uma cidade palestina da Cisjordânia. É a maior cidade da Cisjordânia e a segunda maior nos territórios palestinos após Gaza, com uma população de 215 452 palestinos (2016) e entre 500 e 850 colonos judeus concentrados no bairro antigo e nos arredores.
Situada na região histórica da Judeia, é considerada sagrada por judeus, cristãos e muçulmanos por sua associação com Abraão. A cidade inclui o local de enterro tradicional de vários patriarcas e matriarcas bíblicos no Túmulo dos Patriarcas. O judaísmo classifica Hebrom como a segunda cidade mais sagrada depois de Jerusalém, enquanto alguns muçulmanos a consideram uma das quatro cidades sagradas. Em 2017, o centro histórico foi declarado Património Mundial da UNESCO, e declarado como palestino por esse órgão em sua lista.
Após Israel ter ocupado a cidade em 1967, o Protocolo de Hebrom de 1997, parte dos esforços de paz entre israelenses e palestinos, dividiu a cidade em dois setores: H1, controlado pela Autoridade Palestina, e H2, aproximadamente 20% da cidade, administrada por Israel. Todas as providências de segurança e autorizações de viagem para os residentes locais são coordenadas entre a Autoridade Palestina e Israel através da administração militar da Cisjordânia (COGAT). Os colonos judeus têm seu próprio órgão municipal, o Comitê da Comunidade Judaica de Hebrom.
Aninhado nas montanhas da Judeia, fica a 930 metros acima do nível do mar. A província de Hebrom é a maior província palestina, com uma população de 600 364 em 2010. Hebrom é um centro movimentado do comércio na Cisjordânia, gerando cerca de um terço do produto interno bruto da região, devido principalmente à venda de calcário de pedreiras na região. Possui reputação local por suas uvas, figos, calcário, oficinas de cerâmica e fábricas de sopro de vidro, e possui o principal fabricante de laticínios. A cidade velha de Hebrom possui ruas estreitas e sinuosas, casas de pedra com telhado plano e bazares antigos. A cidade é sede da Universidade de Hebrom e da Universidade Politécnica da Palestina.

## História
Foi neste local onde morreu Sara, aos cento e vinte e sete anos de idade (1 859 a.C., pelos cálculos de Ussher).
Era uma cidade cananita, chamada Quiriate-Arba, na região montanhosa de Judá. Seu rei participou da aliança comandada por Adonisedeque, rei de Jerusalém, com os reis de Jarmute, Laquis e Debir, contra os gibeonitas, quando estes se submeteram aos hebreus; os cinco reis foram derrotados por Josué (1 451 a.C.). Foi conquistada em 1 446 a.C., e dada aos filhos de Coate, passando a ter este nome por causa de Hebrom, filho de Coate. Coate era um dos três filhos de Levi; os filhos de Levi foram Gersom, Coate e Merari.
O campo da cidade e suas aldeias foi dado a Calebe, filho de Jefoné, e Hebrom foi dada aos filhos de Aarão, o sacerdote, para ser refúgio para o homicida.
Foi em Hebrom que Davi se refugiou, com suas mulheres, Ainoã, a jezreelita e Abigail, que fora esposa de Nabal, o carmelita. Em 1 055 a.C., os homens de Judá ungiram Davi como rei de Judá em Hebrom, e ele reinou sete anos e seis meses em Hebrom. Abner, capitão de Saul que desertou para Davi após a morte de Saul, foi enterrado em Hebrom.